# Срећко Галовић
Срећко Галовић (14. март 1970. у Новом Саду) је бивши српски хокејаш на леду. Каријеру је започео у ХК Војводина 1985. у којем је играо до 1992. након чега се повукао из овог спорта. За репрезентацију Југославије је одиграо 7 утакмица. Играо је на позицији нападача. Висок је 1.69 м, а тежак 68 килограма.